# 下加茂村 (岡山県)
下加茂村（しもかもむら）は、岡山県児島郡にあった村。現在の玉野市の一部にあたる。

## 地理
鴨川流域の丘陵地に位置していた。
- 海洋：児島湾

## 歴史
- 1889年（明治22年）6月1日、町村制の施行により、児島郡宇藤木村、用吉村、木目村、小島地村が合併して村制施行し、下加茂村が発足[1][2]。旧村名を継承した宇藤木、用吉、木目、小島地の4大字を編成[2]。
- 1903年（明治36年）4月1日、児島郡上加茂村、秀天村（一部）と合併し荘内村を新設して廃止された[1][2]。合併後、荘内村大字宇藤木・用吉・木目・小島地となる[2]。

### 地名の由来
古来、当地は加茂荘と称され、その加茂荘を上下に分けて名付けたもの。

## 産業
- 農業、繊維工業[2]

## 教育
- 1890年（明治23年）大字木目に荘内高等小学校開校[2]。